# Boncourt-le-Bois
Boncourt-le-Bois är en kommun i departementet Côte-d'Or i regionen Bourgogne-Franche-Comté i östra Frankrike. Kommunen ligger i kantonen Nuits-Saint-Georges som tillhör arrondissementet Beaune. År 2022 hade Boncourt-le-Bois 272 invånare.

## Befolkningsutveckling
Antalet invånare i kommunen Boncourt-le-Bois
Referens:INSEE